# نیکولاس الیورا
نیکولاس الیورا (انگلیسی: Nicolás Olivera؛ زادهٔ ۳۰ مهٔ ۱۹۷۸) یک بازیکن فوتبال اهل اروگوئه است.
وی همچنین در تیم ملی فوتبال اروگوئه بازی کرده‌است.